# Pterostylidinae
Pterostylidinae – podplemię roślin z rodziny storczykowatych (Orchidaceae). Takson monotypowy obejmujący jeden rodzaj Pterostylis obejmujący ponad 290 gatunków występujących w Azji, Australii i Oceanii.

## Systematyka
Podplemię sklasyfikowane do plemienia Cranichideae z podrodziny storczykowych (Orchidoideae) w rodzinie storczykowatych (Orchidaceae), rząd szparagowce (Asparagales) w obrębie roślin jednoliściennych.